# Tweede Kamerverkiezingen in het kiesdistrict Winschoten (1848-1850)
Tweede Kamerverkiezingen in het kiesdistrict Winschoten (1848-1850) geeft een overzicht van verkiezingen voor de Nederlandse Tweede Kamer in het kiesdistrict Winschoten in de periode 1848-1850.
Het kiesdistrict Winschoten werd ingesteld na de grondwetsherziening van 1848. Tot het kiesdistrict behoorden de volgende gemeenten: Beerta, Bellingwolde, Finsterwolde, Meeden, Muntendam, Nieuwe Pekela, Nieuweschans, Onstwedde, Oude Pekela, Scheemda, Veendam, Vlagtwedde, Wedde, Wildervank en Winschoten.
Het kiesdistrict Winschoten vaardigde in dit tijdvak per zittingsperiode één lid af naar de Tweede Kamer. 
Legenda
- cursief: in de eerste verkiezingsronde geëindigd op de eerste of tweede plaats, en geplaatst voor de tweede ronde;
- vet: gekozen als lid van de Tweede Kamer.

## 30 november 1848
De verkiezingen werden gehouden na ontbinding van de Tweede Kamer, na inwerkingtreding van de herziene grondwet.
|                  | 30 november | 11 december |
| ---------------- | ----------- | ----------- |
| Kiesgerechtigden | 1.183       | 1.183       |
| Opkomst          | 722         | 706         |
| Geldige stemmen  | 721         | 705         |
| Blanco stemmen   | 1           | 4           |
| Kandidaten       |             |             |
| J.F. Zijlker     | 207         | 506         |
| R. de Sitter     | 257         | 198         |
| S.C.H. Piccardt  | 181         |             |
| J.C. van Slooten | 27          |             |
| G. Diephuis      | 24          |             |

## Opheffing
In 1850 werd het kiesdistrict Winschoten opgeheven. De tot het kiesdistrict behorende gemeenten werden ingedeeld bij de al bestaande kiesdistricten Appingedam (de gemeenten Beerta, Bellingwolde, Finsterwolde, Meeden, Muntendam, Nieuwe Pekela, Nieuweschans, Oude Pekela, Scheemda, Veendam, Wildervank en Winschoten) en Assen (de gemeenten Onstwedde, Vlagtwedde en Wedde), die beide tegelijkertijd omgezet werden in een meervoudig kiesdistrict.